# Prosek

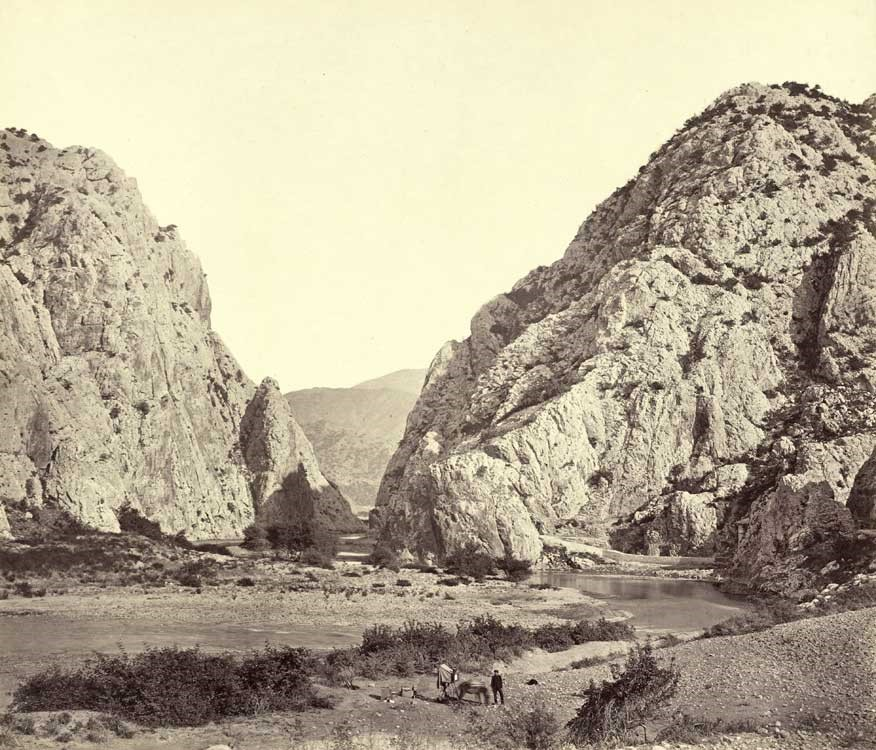
O cânion do Vardar na moderna Demir Kapija era o local da capital de Estrácio, Prosek, de 1208 a 1214

Prosek (alfabeto macedônio: Просек), também conhecida como Estenas (Stenae), é um sítio arqueológico localizado no cânion de Demir Kapija na República da Macedônia. Este antigo assentamento, descoberto em 1948, tinha uma excelente posição estratégica militar. No local foram encontradas quatro torres ainda de pé, muitos objetos de cerâmica, jóias e umas poucas acrópoles e necrópoles.